# Saba Kamali
Saba Kamali (en persa: صبا کمالی‎ Sari, Irán, 17 de octubre de 1976) es una actriz iraní.

## Carrera
Comenzó su carrera en el teatro en 1997 y más tarde debutó en el cine con la película Born in the Month of Mehr (1999). Un año después se hizo muy conocida por su actuación en la serie After the Rain (2000).
También interpretó papeles de época en las películas The British Briefcase (1999) y Shahriyar (2006). En 2002 apareció en la película The Black Eyes (2002). Otros títulos de su filmografía son: Boutique (2003), Siempre hay una mujer involucrada (2007) y The Redemption (2010).
Ganó el Premio a la Mejor Actriz Mejor en la 3ª edición del Festival de Teatro de Teherán por su papel en From Nothingness to Humanity.

### Arresto
El 12 de septiembre de 2019, Kamali fue arrestada por subir a su cuenta de Instagram una imagen de Sahar Jodayarí, la chica azul, que se inmoló ante el edificio de los Tribunales de Teherán en protesta por su detención y arresto por acceder al Estadio Azadi en el mes de marzo de 2019, algo prohibido a las mujeres en la ley iraní. En su cuenta publicó además un diálogo imaginario con Husáin ibn Ali que cuestionaba la Ashura, festividad religiosa.

## Filmografía
- Motevalled-e Mah-e Mehr
- Cheshman-e Siah
- Boutique
- Hamisheh Pa-ye yek zan dar mian ast